# Óscar de la Renta Fiallo
Óscar Arístides de la Renta Fiallo (Santo Domingo, 22 de juliol de 1932 - Connecticut, 20 d'octubre de 2014) fou un dissenyador de moda dominicà. Va rebre diversos premis i distincions, i durant la seva trajectòria va ampliar la seva cartera de negocis a altres àmbits del món del disseny. Era deixeble de Cristóbal Balenciaga o Antonio del Castillo. Va fer-se famós durant la dècada de 1960, com un dels dissenyadors de Jacqueline Kennedy.